# Boogeyman 2 - Il ritorno dell'uomo nero
Boogeyman 2 - Il ritorno dell'uomo nero (Boogeyman 2) è un film horror del 2007, diretto da Jeff Betancourt, sequel della pellicola del 2005 Boogeyman - L'uomo nero. Il film ha avuto a sua volta un sequel, Boogeyman 3.
La storia non ha collegamenti diretti con la trama del primo film. Il tema portante non è più (solo) la paura del buio (la acluofobia), ma la pellicola si concentra sulle vicende di una giovane donna che ha subito un trauma infantile ed ora è convinta dell'esistenza reale di Boogeyman, l'Uomo nero, ed è ossessionata dall'idea che questi la stia cercando per ucciderla.
Negli Stati Uniti il film è stato pubblicato direct-to-video l'8 gennaio 2008, mentre in Italia il film ha goduto di una regolare programmazione cinematografica a partire dal 27 giugno dello stesso anno.

## Trama
Nel 1997 la famiglia di Laura e Henry Porter fu massacrata da uno strano sconosciuto che i bambini hanno identificato come "uomo nero" per via della misteriosa figura incappucciata intravista nel buio della casa durante il massacro. Anni dopo, Laura ha ancora paura del buio e viene accompagnata dal fratello alla Hillgric Clinic, un ospedale psichiatrico dove vengono trattate le fobie dei pazienti. Lì, Laura fa amicizia con gli altri pazienti e conosce il cupo dottor Allen, che la prende in cura per analizzare meglio la sua paura dell'oscurità, che la perseguita anche sotto forma di incubi e visioni.
Nel frattempo qualcuno nell'ospedale inizia ad uccidere sistematicamente tutti i pazienti secondo le loro fobie. Bloccata all'interno dell'istituto a causa di un blackout, Laura è costretta ad affrontare la propria paura e inizia così a tentare di salvarsi. L'assassino indossa una maschera mostruosa e Laura è convinta che si tratti dell'Uomo nero che la perseguita. Disperata, riesce a chiamare il fratello Henry in suo aiuto, ma deve rimanere viva fino al suo arrivo nella clinica. Quando ormai tutti i pazienti sono stati uccisi nei modi più brutali, Laura sospetta che l'Uomo nero sia in realtà il dottor Allen, ma anche questo viene ucciso sotto i suoi occhi. L'assassino si rivela essere proprio Henry: incapace di superare il trauma infantile che lo ha segnato insieme alla sorella, ha iniziato a sfruttarlo per uccidere chi non ha reso possibile la sua guarigione mentale (anche Henry era stato un paziente del dottor Allen).
Dopo una lotta disperata Laura riesce a nascondersi e, impugnati dei forbicioni, decapita una figura che indossa il costume dell'assassino, ma scopre che si tratta di una dottoressa rimasta in stato catatonico dopo aver subito una scarica elettrica (per mano di Henry, che le ha poi messo indosso il costume). Nel frattempo Henry è fuggito e la polizia ritrova Laura insanguinata con accanto il cadavere della dottoressa e la scambia per l'autrice dei delitti, arrestandola.
Dopo i titoli di coda, però, c'è una sequenza che mostra una creatura mostruosa riflettersi nel vetro spaccato di una foto di Henry e Laura: forse l'Uomo nero è reale.